# Ducklington
 (septembre 2023).
Ducklington est une paroisse civile et un village de l'Oxfordshire, en Angleterre.